# Voitures pour trains express (DRG)
Cet article court présente un sujet plus développé dans : Voitures pour trains express des Chemins de fer Prussiens (KPEV), Voitures pour trains express de la Deutsche Reichsbahn (types 1928 à 1934), Voitures pour trains express de la Deutsche Reichsbahn (types 1935 à 1937) et Voitures pour trains express de la Deutsche Reichsbahn (types 1939 à 1943).

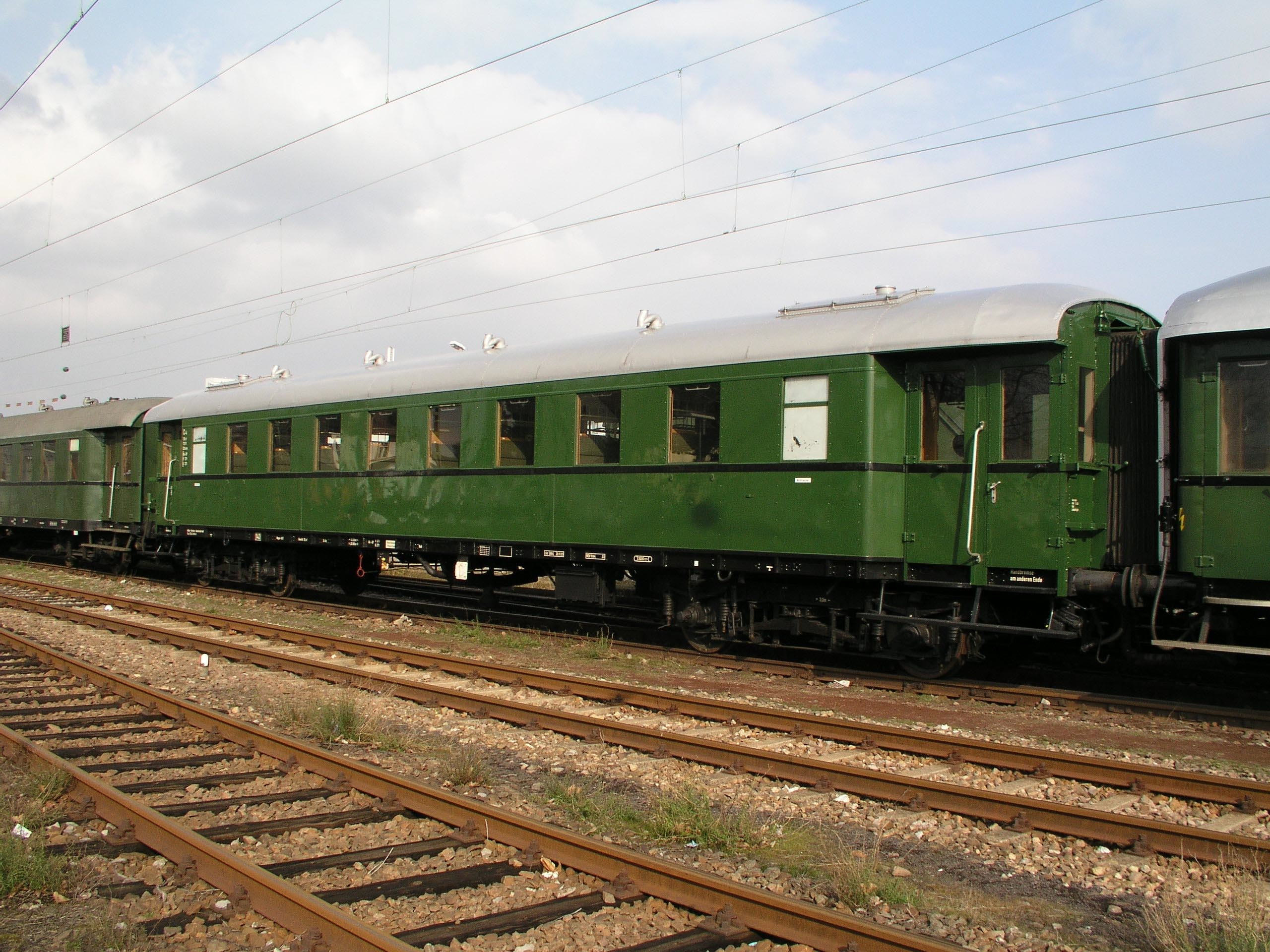
Exemple de voiture DRG pour train express.

Les voitures pour trains express (en allemand : Eilzugwagen) des Chemins de fer de l’État allemand (DRG) correspondent à plusieurs catégories de matériel roulant à bogies dépourvu d'intercirculation destinées aux trains express et omnibus en Allemagne entre 1920 et 1945.
D'autres séries de voitures métalliques (les Schnellzugwagen) étaient utilisées sur les trains rapides et se distinguaient par la présence de soufflets d'intercirculation.
Il existait plusieurs séries distinctes.

## Matériel standardisé de la DRG
- les voitures des types 1928 à 1934
- les voitures des types 1935 à 1937
- les voitures des types 1939 à 1943